# てのひら怪談大賞
てのひら怪談大賞（てのひらかいだんたいしょう）は、てのひら怪談実行委員会（メンバー：辻和人（委員長）、東雅夫、タカザワケンジ）と女性向け怪談専門誌『Mei（冥）』が共催する公募文学賞である。2012年に開催された。
上限800字の怪談作品を募集していた。
ビーケーワン怪談大賞の後継の賞として、てのひら怪談（800字の怪談）の普及を目的に設立された。
第2回の開催が告知されていたが後に延期が発表され、開催には至っていない。なお、公式サイト「てのひら怪談ブログ」は既に閉鎖されている。

## 選考委員
- 加門七海（小説家）
- 福澤徹三（小説家）
- 東雅夫（怪談専門雑誌『幽』編集長）

## 選考結果
第1回（2012年）応募総数：409編
- 大賞：圓眞美「夜の散歩」
- 優秀賞：阿丸まり「土葬」
- 優秀賞：武田若千「おじさん」
- 佳作：湯菜岸時也「干潟」
- 佳作：青井知之「無言の帰宅」
- 佳作：岩里藁人「巳茸譚～ヘビキノコのはなし～」
- 佳作：カー・イーブン「パールのようなもの」
- 特別賞（加門七海選）：敬志「義兄のぼやき」
- 特別賞（福澤徹三選）：小瀬朧「ヒメジョオン」
- 特別賞（東雅夫選）：化野蝶々「カンブリアの亡霊」

## 書誌情報
応募作品から選ばれたものを収録した書籍がメディアファクトリーより刊行された。
- 第1回：「てのひら怪談 癸巳」（2013年12月 MF文庫ダ・ヴィンチ ISBN 9784040661766）